# Municipio de Lyndon (Illinois)
El municipio de Lyndon (en inglés: Lyndon Township) es un municipio ubicado en el condado de Whiteside en el estado estadounidense de Illinois. En el año 2010 tenía una población de 1057 habitantes y una densidad poblacional de 14,53 personas por km².

## Geografía
Según la Oficina del Censo de los Estados Unidos, el municipio tiene una superficie total de 72.73 km², de la cual 70,63 km² corresponden a tierra firme y (2,88 %) 2,1 km² es agua.

## Demografía
Según el censo de 2010, había 1057 personas residiendo en el municipio de Lyndon. La densidad de población era de 14,53 hab./km². De los 1057 habitantes, el municipio de Lyndon estaba compuesto por el 97,16 % blancos, el 0,19 % eran afroamericanos, el 0,19 % eran amerindios, el 0,09 % eran asiáticos, el 0,47 % eran de otras razas y el 1,89 % eran de una mezcla de razas. Del total de la población el 2,37 % eran hispanos o latinos de cualquier raza.